# ヌアザ

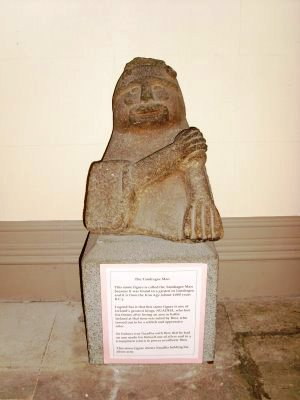
アイルランド・タンドラギーで発掘された青銅器時代の石像。ヌアザを彫った物だと考えられている。

ヌアザ（Nuadha、ヌァザ、ヌァダ）は、ケルト神話に登場する神の一柱で、トゥアハ・デ・ダナーン（ダーナ神族）の王。その名は「幸運をもたらす者」「雲作り」を意味する。英語ではヌアダ（Nuada）。銀の腕（アガートラム、アーガトラム、アガートラーム（Airgetlam、Airgetlamh、Argetlamh、Airgedlámh、その他のスペル）の別名を持ち、合わせて銀腕のヌアザ（ヌアザ・アガートラーム）とも称される。ブリトンではノドンスと呼ばれた神がヌアザに相当する神であると考えられている。
病を治す力を持つとされ、水に縁のある神である。戦いの神としても伝えられ、その強大な力はゼウス（ユーピテル）に例えられる。

## 神話
フィル・ボルグ族とのモイトゥラの戦いでは陣頭の指揮を取り、戦場にて武勇を轟かす。四日間に渡る合戦の末、フィル・ボルグの王エオホズ・マクアークは敗れ、ダーナ神族は勝利する。ダーナ神族を勝利に導いたヌアザが王位につくことは疑いのないものだったが、先の合戦の最中にフィル・ボルグ族最強の戦士スレンとの一騎討ちでヌアザの右腕は切り落とされてしまっていた。ケルトの掟において、肉体の欠損は王権の喪失を意味したため、王位は七年の間ブレスが継ぐこととなった。しかし後に、医神ディアン・ケヒト作の銀造りの義手を得て力を回復する。その後ディアン・ケヒトの息子ミアハによって腕は完治し、王位に再臨を果たす。
ヌアザの王権が復活したため、暴君ブレス王は王座から引きずり落とされる。これに不服であったブレスはフォモール族の大軍勢を率いて、ダーナ神族に戦いを挑んできた。ヌアザも武器を取り戦ったが、フォモール族の狂暴な蛮力の前にダーナ神族は敗れる。フォモール族の支配の下、国は圧政を強いられる。
ダーナ神族はルーの天才・多才振りを見て、フォモールに対し勝利を収めるための指導者になるよう懇願。ヌアザの後継者として王位についたルー率いる神族軍は合戦に完勝した。
最期はバロールに妃のヴァハと共に殺害された。

## ヌアザの剣
ダーナ神族がアイルランドに持ち込んだ四つの宝のうちの一つに「剣」が数えられる。この剣はヌアザの物であり、フィンディアスという都市からもたらされた、とされることが多い。「何者もこの剣から逃れることはできず、一度鞘から抜かれればこれを耐える者はいなかった」とされるが、この謳い文句は『スノッリのエッダ』に登場するヘグニ王の剣、ダーインスレイヴの物と酷似している。これはアイルランドとアイスランドの間で文化的交流があったことを示す、両地方の説話に共通したモチーフの一つであるという指摘がある。
なおこの剣が『来寇の書』において固有の名で呼ばれることはなく、単に「（ヌアザの）剣」(claidhim)とされる。

## 銀の腕の持ち主
ブリテン諸島にはヌアザの他にも銀の腕の持ち主と思われる人物の伝説が残っている。
ウェールズの伝説上の人物であるシーズ・サウエレイントの名は「銀の手のシーズ」という意味である。
現存する説話の中で、彼は『キルッフとオルウェン』にクレイザラドの父親として登場するが、本人についての詳しい描写は残されていない。
シーズは古形ではニーズだった物がサウエレイントの語頭に合わせて同化したものだと考えられている。ニーズは語源的には明らかにヌアザと同祖であろう。マイヤーは両者の語源をノドンスに求め、キリスト教化以前のケルト神話上の存在がアイルランドとウェールズで別々に保存されたものとしている。より直接的にヌアザとシーズを同一視している学者もある。